# Vicedominus de Vicedominis

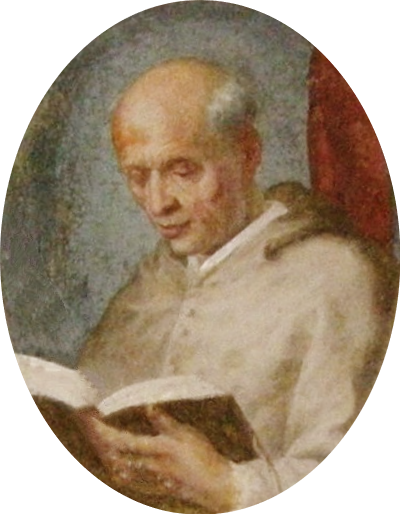
Vicedominus de Vicedominis

Guillelmus Vicedominus de Vicedominis (Piacenza, 1210/1215 – Viterbo, 6 september 1276) was een kardinaal van de Rooms-Katholieke Kerk en beoogd paus.

## Biografie
Hoewel er geen zekerheid over bestaat, wordt Guillelmus beschouwd als een neef van paus Gregorius X. Voordat hij een kerkelijke positie aannam was Guillelmus getrouwd en had hij twee kinderen. Na de dood van zijn vrouw trad hij toe tot de kerk, waarbij hij als eerste functie provoost van Barjols werd. In 1241 werd hij kanunnik van het kathedrale kapittel van Clermont. Namens de graaf van Provence trad hij op als ambassadeur in zowel Genua als Avignon.
Op 22 juli 1257 werd Guillelmus gekozen tot aartsbisschop van Aix. Hij zou deze positie vervullen tot aan zijn verheffing tot kardinaal-bisschop van Palestrina op 3 juni 1273. In 1275 werd hij aangesteld als deken van het college van kardinalen.
Guillelmus nam deel aan alle drie de conclaven die plaatsvonden in 1276. Tijdens de laatste verkiezing in augustus-september werd hij op 5 september zelf gekozen tot paus, waarbij hij voornemens was de naam Gregorius XI aan te nemen. Enkele uren na zijn verkiezing overleed Giullelmus en omdat hij nooit publiekelijk uitgeroepen werd tot paus ontbreekt zijn naam in de officiële lijst van pausen.
Vicedominus de Vicedominis overleed op 6 september 1276 te Viterbo en werd daar begraven in de San Francescokerk.
- Bibliothèque nationale de France: cb14874787b (data)
- Gemeinsame Normdatei: 1033546062
- Virtual International Authority File: 299521616